# Кароліна Ройсс-Грайцька
Каролі́на Єлизаве́та І́да Ройсс-Грайцька (нім. Caroline Reuß zu Greiz, 13 липня 1884 — 17 січня 1905) — принцеса Ройсс-Грайцька, донька князя Генріха XXII та принцеси Іди Шаумбург-Ліппської, дружина великого герцога Саксен-Веймар-Айзенаху Вільгельма Ернста. Благодійниця.

## Біографія
Кароліна народилась 13 липня 1884 року у Грайці четвертою дитиною та третьою донькою в родині князя Ройсс старшої лінії Генріха XXII Непоступливого та його дружини Іди Шаумбург-Ліппської. Дівчинка мала старших сестер Емму та Марію й брата Генріха. Згодом народились молодші сестри: Ерміна та Іда. 
За кілька тижнів після народження Іди матір померла. Кароліні на той час було 7 років. 
Князівство Ґряйц було найменшим у складі Німецької імперії: його площа становила всього 316,3 км2. Більша частина земель були приватною власністю Генріха XXII. Родина була дуже заможною, але правитель надавав перевагу збереженню грошей, тож сімейство жило дуже економно, однак князівство позбавилось боргів.
Діти отримували приватну освіту у замку, але дівчата брали уроки і за його стінами, разом із доньками місцевих фабрикантів. Там вони вперше спробували хліб із білого борошна, оскільки вдома їли тільки з непросіяного, через те, що він був дешевшим.

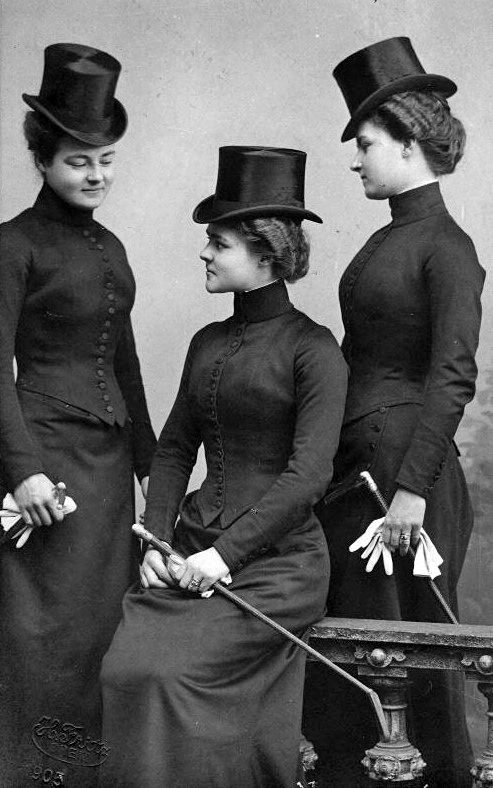
Кароліна (в центрі) із сестрами Емою та Ерміною

Батько помер у квітні 1902 через хворе серце. Офіційним правителем князівства став старший брат Кароліни Генріх XXIV, однак внаслідок дитячої травми він не міг виконувати фактичні обов'язки правителя. Регентом Ройсс-Грайцького князівства був призначений Генріх XIV молодшої лінії. 
Родичі з материнського боку організували весільний союз Кароліни з великим герцогом Саксен-Веймар-Айзенаським Вільгельмом Ернстом, який був найбагатшим правителем того часу, а також першим у черзі престолонаслідування Нідерландів.
Сучасники свідчили, що принц виглядав непривабливо, був маленьким та досить товстим. Інші зауважували, що він мав складний характер: шалений та запальний, а також був галасливим, тупуватим та неосвіченим.
Про заручини було оголошено 10 грудня 1902 року. Кароліна всіляко виступала проти цього шлюбу. На дівич-вечорі вона висловлювалася щодо свого нареченого так кепсько, що й пішла до імператора, який як весільний гість прибув до замку, з проханням відмінити цей шлюб. Але Вільгельм II відмовив їй і в наказовій формі звелів наступного дня одружитися.
Весілля відбулося 30 квітня 1903 року у Бюкебурзькому замку — резиденції її дядька Георга. На церемонію Кароліна вдягла атласну білу сукню, оздоблену мереживом. Серед гостей, окрім імператорського подружжя, були присутніми Генріх XIV Ройсс, княгиня-вдова Пауліна, королева Нідерландів Вільгельміна з чоловіком та інші.
Шлюб був нещасливим та бездітним. Кароліна вважала жорсткий етикет веймарського двору нестерпним і майже відразу втекла до Швейцарії, але чоловік невдовзі її повернув. 

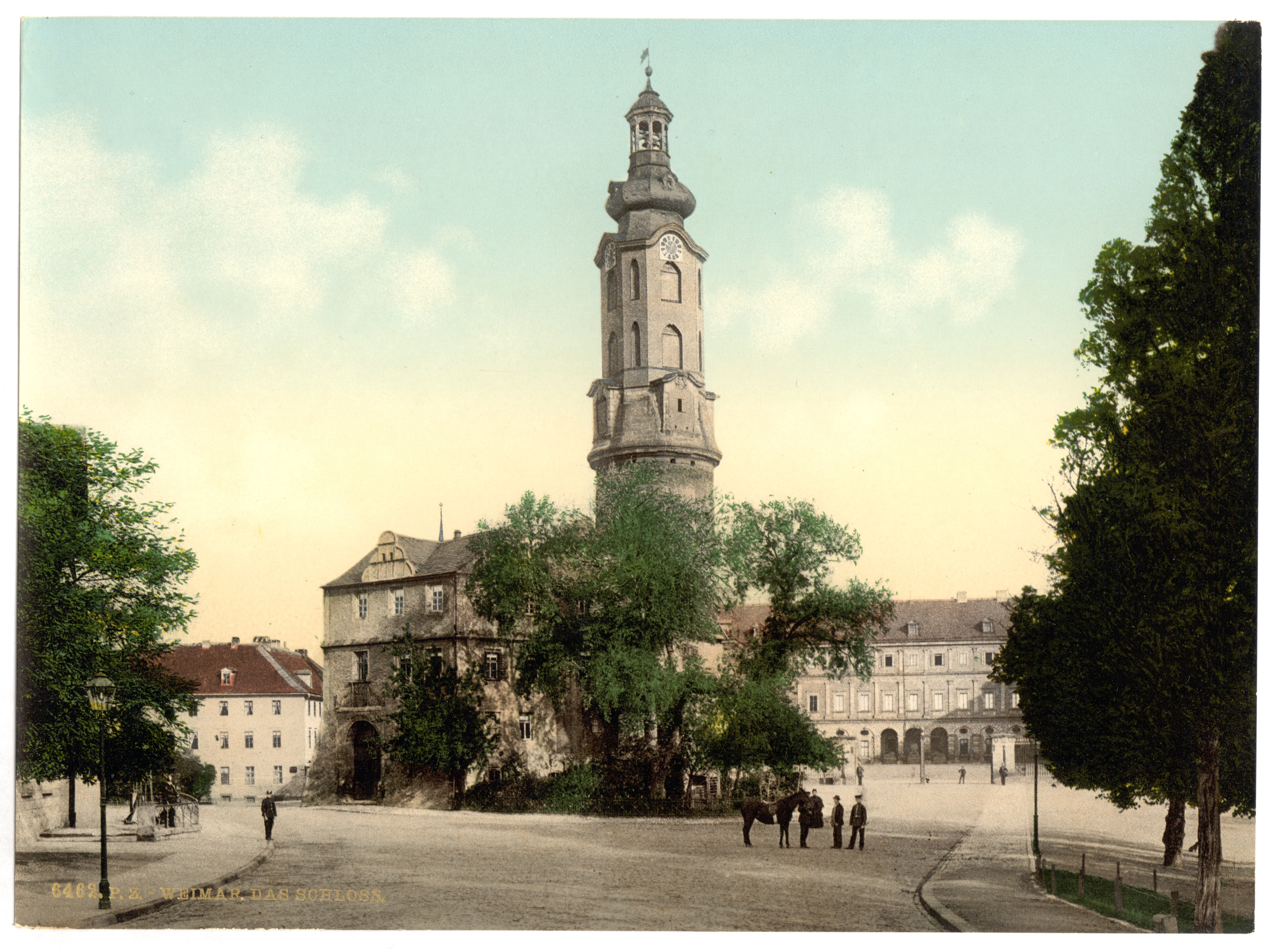
Веймарський замок

У шлюбі були сцени насильства. Велика герцогиня намагалася залишити Веймар таємно, однак план викрили і її довірені особи — фрейліна Анна фон Бернсдорф та камергер граф Медем — були віддалені від неї. Здоров'я великої герцогині почало гіршати, вона впала в меланхолію, з якої вже не вийшла. 
Через свою соціальну та благодійну діяльність в народі вона була відома як «зірка Веймара». За її підтримки Макс Ліберман, Макс Клінгер та Гаррі Кесслер заснували Веймарську асоціацію художників. Кароліна вважалася покровителькою Генрі Клеменса ван де Вельде.
Вона померла 17 січня 1905 року за загадкових обставин. Офіційною версією стала пневмонія, однак багато хто вважав, що Кароліна вчинила самогубство. Похована у князівській усипальниці в Веймарі.
За п'ять років Вільгельм Ернст одружився вдруге.

## Вшанування пам'яті
На честь Кароліни названі: 
- вулиця Carolinenstraße та інтернат Carolinenheim в Апольді;
- оглядова вежа Carolinenturm у Кьочі, збудована у 1909 році;[7]
- набережна Carolinenpromenade у Веймарі;
- міст Carolinenbrücke у Айзенаху.

## Титули
- 13 липня 1884 —30 квітня 1903 — Її Найясніша Високість Принцеса Кароліна Ройсс-Грайцька;
- 30 квітня 1903 —17 січня 1905 — Її Королівська Високість Велика Герцогиня Саксен-Веймар-Айзенаська